# Ейнджъл Дарк
Ейнджъл Дарк (на английски: Angel Dark) е артистичен псевдоним на словашката порнографска актриса Виктория Кнезова (Viktoria Knezova), родена на 11 април 1982 г. в град Собранце, Чехословакия (Чехословашка социалистическа република, ЧССР), днешна Словакия.

## Кариера
Дебютира като актриса в порнографската индустрия през 2002 г., когато е на 20-годишна възраст.
В периода 2007 – 2010 г. работи основно като екзотична танцьорка в Италия и Испания. След това възобновява кариерата си на изпълнителка в порнографската индустрия.
Участва заедно със Силвия Сейнт, Блу Ейнджъл, Луси Теодорова, Джулия Тейлър, Натали Ди Анджело, Дженифър Стоун и други порноактьори в цензурираната и нецензурираната версия на видеоклипа на песента „You Want My Booty“ на поп групата Miss Lucifer Girlz.

## Награди и номинации
Носителка на индивидуални награди
- 2005: Ninfa награда на Международния еротичен филмов фестивал в Барселона за най-добра звезда – „Planet Silver“.[5][6]
- 2006: Adam Film World награда за най-добра европейска звезда.[7]
- 2011: AVN награда за чуждестранна изпълнителка на годината.[8]

Номинации за индивидуални награди
- 2006: Номинация за AVN награда за чуждестранна изпълнителка на годината.[9]
- 2007: Номинация за AVN награда за чуждестранна изпълнителка на годината.[10]
- 2010: Номинация за AVN награда за уеб звезда на годината.[11]
- 2011: Номинация за XRCO награда за най-добро завръщане.[12][13]
- 2011: Номинация за XBIZ награда за чуждестранна изпълнителка на годината.[14]

Номинации за награди за изпълнение на сцени
- 2010: Номинация за AVN награда за най-добра секс сцена в чуждестранна продукция – „Пушещи уличници“ (с Лени Ивил).[11]
- 2012: Номинация за AVN награда за най-добра секс сцена в чуждестранна продукция.[15]

Други признания и отличия
- 2006: Списание „Чери“: курва на месец февруари.[16]
- 2010: Twistys момиче на месеца – юни.[17]